# Kapitanmeo
Kapitanmeo is een bestuurslaag in het regentschap Belu van de provincie Oost-Nusa Tenggara, Indonesië. Kapitanmeo telt 1251 inwoners (volkstelling 2010).